# Кафедральный собор Сишику
Кафедральный собор Сишику (кит. 西什库天主堂, также известен как «Северный собор» (кит. 北堂)) — исторический католический собор Храм Христа Спасителя в западной части центра Пекина, в районе Сичэн.

## История
Изначально собор был построен иезуитами в 1703 году возле озера Чжуннаньхай на земле, пожалованной императором в 1694 году в благодарность за исцеление от болезни. В 1887 году церковь пришлось перенести на место её нынешнего расположения, так как её прежнее местоположение понадобилось для создания парка.
В 1900 году, во время восстания ихэтуаней, собор, обороняемый четырьмя десятками французских и итальянских морских пехотинцев, выдержал двухмесячную осаду, происходившую параллельно с осадой Посольского квартала, и был сильно повреждён.
С 1958 года принадлежит Китайской Патриотической Католической Церкви.